# عبد الله الحمدان (لاعب كرة قدم مواليد 1997)
عبد الله سامي الحمدان هو لاعب كرة قدم سعودى يلعب لنادي مضر.

## مسيرة اللاعب
لعب في نادي الجيل ونادي هجر ونادي العمران ونادي النجوم ونادي مضر.